# ハイレモン
ハイレモンは、アトリオン製菓が発売している菓子である。ビタミンCの栄養機能食品。

## 概要
1980年に明治製菓（現・明治）から発売された錠菓。1979年発売開始のヨーグレットに続く健康志向食品であり、ビタミンC入り菓子の「パイオニア」とされる。小学生の間では「乗り物酔いに効く菓子」とされた菓子の1つである。
受験シーズンにはビタミンC成分量を3倍にし、「ハイレルモン」（入れるもん）と名称を変えて販売されることがある。
笑顔が描かれたタブレットが入っていることがある（ヨーグレットも同様）。
2021年に商品の保存試験によって品質が変わらないことが確認できたとして、賞味期限を9か月から12か月に延長した。
2023年3月、本菓子を明治から受託製造している明治産業を丸紅に売却することが明治から発表された。同時に本菓子の商標権も明治産業に移管し、将来的に丸紅が取得することも併せて発表した。明治産業は2023年5月10日付で丸紅の完全子会社になり、同年6月19日付で社名がアトリオン製菓に変更された。

## コラボ商品
- 明治ハイレモンドリンク[9]
- ハイレモンゼリー（2007年、ゼリー飲料）[10]
- ハイレモンアイスバー（アイスキャンディー）[11]
- ハイレモンつぶつぶアイス（1997年、カップ氷菓）[12]
- ハイレモングミ（2022年、グミ）[13]

## CM
- 原辰徳[14]
- SAWA - CM「ポリポリダンス」編のボーカルを担当[15]